# ジョン・デュ・プレ
ジョン・デュ・プレ（英: John Du Prez、本名：Trevor Jones、1946年12月14日 - ）は、イングランド・シェフィールド出身の音楽家、トランペッター、指揮者、作曲家。1980年代にマルチ・ヒットを飛ばしたサルサ・ポップバンド『モダン・ロマンス』の元メンバーである。
以来『オックスフォード・ブルース』（1984年）、『ワンス・ビトゥン 恋のチューチューバンパイア』（1985年）、"Carry On" シリーズの最終作 "Carry On Columbus"（1992年） などの音楽を担当している。2006年の映画『ライアンを探せ!』のサウンドトラックにも参加している。
映画第3作『ライフ・オブ・ブライアン』以来モンティ・パイソン作品との関わりが多く、数々のパイソンズ作品で音楽や指揮を務めている（→#キャリア）。

## 幼少期と教育
デュ・プレは元々イングランド・シェフィールドの出身である。ARCMでオックスフォード大学のMaster of Arts・音楽学士号（英:  MA (Oxon), B.Mus., ARCM）を取得した。その後オックスフォードのクライスト・チャーチで、トレヴェリアン研究者として活動した。1976年にはロンドン大学の音楽部（英: Music department）に職員として勤務し、その後フルタイムの作曲家となった。以来エリック・アイドルと30年以上にわたる共同制作を行っている。

## キャリア
デュ・プレは、モンティ・パイソン関連作品の音楽を数多く手掛けている。1979年に公開されたパイソンズの映画第3作『ライフ・オブ・ブライアン』（テリー・ジョーンズ監督）や、テリー・ギリアム監督・ショーン・コネリー主演の『バンデットQ』（1981年）ではアレンジャーを務めた。パイソンズ映画第4作『人生狂騒曲』や、ジョン・クリーズ、マイケル・ペイリンの出演した映画『ワンダとダイヤと優しい奴ら』では音楽を手掛けている。またメンバーの中でもエリック・アイドルとの共同制作が多く、ミュージカル『スパマロット』を制作して2005年のトニー賞を受賞したほか、『モンティ・パイソン ノット・ザ・メシア』、『モンティ・パイソン 復活ライブ!』では音楽・指揮を務めている。
英国のテレビシリーズ『キャプテン・スター』では音楽とイントロ・テーマを手掛けた。1986年には、マドンナやショーン・ペンの出演した映画『上海サプライズ』のサウンドトラックで、"The Hottest Gong In Town" と "Zig-Zag" の2曲を編曲した。この曲はどちらも映画の制作総指揮だったジョージ・ハリスンが歌っている。
ジョン・デュ・プレというペンネームは、西アフリカの映画音楽家トレヴァー・ジョーンズと混同されないよう付けたものである。彼は1980年代のポップ・グループ『モダン・ロマンス』で、トランペットとホルンを担当していたことでも知られている。グループは1981年から1983年にかけてトップ40ヒットをいくつも飛ばしたほか、BBCの番組『トップ・オブ・ザ・ポップス』などのテレビ番組にもいくつもゲスト出演していた。
現在では映画音楽を数多く手掛けていることでも知られている。ロブ・ロウの『オックスフォード・ブルース』（1984年）、コメディ映画『最強最後の晩餐』（1984年）、ジム・キャリーのホラー・コメディ『ワンス・ビトゥン 恋のチューチューバンパイア』（1985年）、『ティーンエイジ・ミュータント・ニンジャ・タートルズ』3部作などの音楽を担当した。1990年に公開された第1作『ミュータント・タートルズ』では、彼の作った組曲 "Shredder's Suite" がサウンドトラックに収録されている。2006年の映画『ライアンを探せ!』には、エリック・アイドルと共作で曲を提供している。

### モダン・ロマンスとしての活動（1981年 - 83年）
デュ・プレは1980年代初めにモダン・ロマンスへ参加し、彼の在籍した期間はグループの最も成功した時代となった。デビューアルバム『ロマンティックな冒険者 (Adventures in Clubland)』（1981年）、『トリック・オブ・ザ・ライト』（1983年）、『パーティ・トゥナイト』（1983年）などに参加している。モダン・ロマンスによるカバー版 "Cherry Pink (and Apple Blossom White)" ではトランペット・ソロを担当し、この曲は1982年の英国ヒットチャートでトップ20に入った。この作品のB面はデュ・プレに献辞された、ほぼインストゥルメンタルの曲 "Who Is John Du Prez?"（意味：ジョン・デュ・プレって誰？）である。モダン・ロマンスは、その後も解散まで7つのトップ40ヒットを飛ばした。その中には、英国ヒットチャート4位を記録し、後に映画『シュレック』でも使われた曲 "Best Years of Our Lives" も含まれている。
1980年代初めには、グループは英国、ヨーロッパ、極東、ベネズエラツアーを行い、同じ時期にはいくつかのゴールドディスク認定も受けている。アルバム『ロマンティックな冒険者』は南アメリカでナンバーワンとなりゴールドディスク認定を受けた。また英国では "Everybody Salsa"（12位）、『今夜はアイ・ヤイ・ヤイ!』（10位）、"Queen of the Rapping Scene / Nothing Ever Goes the Way You Plan"（37位）と3つのヒットを出している。またシングル『サルサに夢中』は全米ダンスチャートで2位を記録した。1983年には、リード・ヴォーカリストがジェフ・ディーン（英: Geoff Deane）の脱退でマイケル・J・マリンズへ変わり、グループは大きな分岐点を迎えることになる。"Best Years of Our Lives"は4位、"High Life (song)" は8位、"Don't Stop That Crazy Rhythm" は14位、"Walking in the Rain" は7位、"Good Friday" は96位を記録するなど、出したシングルが軒並みヒットした。この年の英国アルバムチャートでも、スタジオアルバム『トリック・オブ・ザ・ライト』が53位、クリスマス・コンピレーション・アルバム『パーティ・トゥナイト』が45位を記録している。デュ・プレのトランペット・ホルンは、パーティソングの "Best Years of Our Lives" や "High Life" から、サルサチューンの "Everybody Salsa" 『今夜はアイ・ヤイ・ヤイ!』など、ほぼ全ての曲で特徴的に用いられた。またブルース調の悲しいバラード "Walking in the Rain" でも効果的に用いられ、この曲は英国のトップ10チャートに入ったほか、タイでは第1位を記録した。デュ・プレは、1983年のカバー版 "Band of Gold" でも演奏している。デュ・プレは1985年のグループ解散前にモダン・ロマンスを去っているが、グループのお別れシングル "Best Mix of Our Lives"（1985年、チャート81位）でも彼のトランペットを聞くことができる。
デュ・プレは他のメンバーと共に、アルバム『トリック・オブ・ザ・ライト』のカバーに写っているが、このアルバムはドイツの出版社・タッシェンの出版した "1000 Record Covers" 中で取り上げられている。この本は、1960年代から1990年代にかけての様々なジャンルの音楽から、ビニル盤の優れたカバーアートを集めたものである。録音や楽曲制作の面では、モダン・ロマンスの音楽の大半はトニー・ヴィスコンティのプロデュースを受けていた。モダン・ロマンスは、ワーナー・ミュージック・グループ、ロンコとレーベル契約を結んでいる。デュ・プレはモダン・ロマンスのメンバーとして、ヒットシングル "High Life" を Russell Harty Television Show（1983年）で演奏しているが、この際クレオ・ロコスがバック・ヴォーカルを務めた。
2006年には、ワーナーから発売されたCD "Modern Romance: The Platinum Collection" にデュ・プレの演奏が収録された。これはモダン・ロマンスの楽曲を集めたコンピレーション・ベスト・アルバムである。

## 作曲家としてのフィルモグラフィ（抜粋）
エリック・アイドルとの長年の交遊から、デュ・プレは、モダン・ロマンス脱退前にモンティ・パイソンの映画第4作『人生狂騒曲』（1983年）へ作曲家として参加している。また、モンティ・パイソンの別のメンバー、マイケル・ペイリンとは、翌年の映画『最強最後の晩餐』（1984年）でタッグを組み、デュ・プレは音楽と指揮を担当している。さらに、1988年には、ジョン・クリーズが脚本・主演を務め、ペイリンも出演した映画『ワンダとダイヤと優しい奴ら』でも音楽を担当している。
また、ロブ・ロウの活動初期の作品『オックスフォード・ブルース』（1984年）、ジム・キャリー主演の『ワンス・ビトゥン 恋のチューチューバンパイア』（1985年）などの音楽を担当した。
ミュータント・タートルズ映画三部作で、デュ・プレは音楽を担当した。彼の曲 "(That's Your) Consciousness" は、第2作のサウンドトラックに収録されている。
2004年の映画 "Fascination" (en) では、モダン・ロマンスのメンバー、デイヴィッド・ジェイムズ（英: David Jaymes）と再び共同制作をしている。ジェイムズはこの作品のミュージック・スーパーバイザーを務めた。

## ディスコグラフィ・音楽活動

### シングル（ソロ）
- Oh My Papa（1983年）

### スコア作曲
| 年        | 作品名                                                                                           | 区分、備考                                      |
| --------- | ------------------------------------------------------------------------------------------------ | ----------------------------------------------- |
| 1982      | The Pantomime Dame                                                                               | ドキュメンタリー                                |
| 1983      | 人生狂騒曲 Monty Python's The Meaning of Life (en)                                               |                                                 |
| 1983      | クリムゾン 老人は荒野を目指す The Crimson Permanent Assurance                                    | 短編映画                                        |
| 1983      | 冒険・冒険・大冒険 ホラ吹きキャプテンの大冒険 Bullshot                                           |                                                 |
| 1984      | オックスフォード・ブルース Oxford Blues                                                          |                                                 |
| 1984      | 最強最後の晩餐 A Private Function                                                                |                                                 |
| 1985      | She'll Be Wearing Pink Pyjamas (en)                                                              |                                                 |
| 1985      | ワンス・ビトゥン 恋のチューチューバンパイア Once Bitten                                          |                                                 |
| 1986      | Love with the Perfect Stranger                                                                   | テレビ映画                                      |
| 1987      | Personal Services (en)                                                                           |                                                 |
| 1987      | Sunday Premiere                                                                                  | テレビシリーズ、エピソード "Claws" の音楽を担当 |
| 1988      | Number 27                                                                                        | マイケル・ペイリン脚本の映画                    |
| 1988      | ワンダとダイヤと優しい奴ら A Fish Called Wanda                                                   |                                                 |
| 1989      | 浮気なシナリオ A Chorus of Disapproval                                                           | 同名の戯曲の映画化                              |
| 1989      | パロディ放送局UHF UHF                                                                            |                                                 |
| 1990      | ミュータント・タートルズ Teenage Mutant Ninja Turtles (en)                                       |                                                 |
| 1988-1990 | Screen Two                                                                                       | テレビシリーズ、3話                             |
| 1990      | ダブルチェイス/俺たちは007じゃない Bullseye!                                                     |                                                 |
| 1991      | ミュータント・ニンジャ・タートルズ2 Teenage Mutant Ninja Turtles II: The Secret of the Ooze (en) |                                                 |
| 1991      | ミステリー・デイト Mystery Date                                                                  |                                                 |
| 1991      | Thacker                                                                                          |                                                 |
| 1992      | Carry on Columbus (en)                                                                           |                                                 |
| 1993      | ミュータント・ニンジャ・タートルズ3 Teenage Mutant Ninja Turtles III (en)                        |                                                 |
| 1994      | グッドマン・イン・アフリカ A Good Man in Africa                                                  |                                                 |
| 1996      | たのしい川べ The Wind in the Willows                                                             |                                                 |
| 1997      | キャプテン・スター Captain Star                                                                  | テレビシリーズ、4エピソード                     |
| 2004      | Fascination (en)                                                                                 |                                                 |
| 2006      | The Large Family (en)                                                                            | テレビシリーズ                                  |
| 2007 -    | モンティ・パイソン ノット・ザ・メシア Not the Messiah (He's a Very Naughty Boy)                  | コミック・オラトリオ                            |
| 2015 -    | Clangers (en)                                                                                    |                                                 |

### サウンドトラック
| 年   | 作品名                                                                                      | 提供曲                                                       | 備考           |
| ---- | ------------------------------------------------------------------------------------------- | ------------------------------------------------------------ | -------------- |
| 1981 | バンデットQ Time Bandits                                                                    | Me and My Shadow                                             | 編曲           |
| 1983 | 人生狂騒曲 The Meaning of Life                                                              | The Meaning of Life Oh Lord Please Don't Burn Us Galaxy Song |                |
| 1983 | クリムゾン 老人は荒野を目指す The Crimson Permanent Assurance                               | Accountancy Shanty                                           |                |
| 1986 | 上海サプライズ Shanghai Surprise                                                            | Hottest Gong in Town Zig-Zag                                 | 編曲           |
| 1991 | ミュータント・ニンジャ・タートルズ2 Teenage Mutant Ninja Turtles II: The Secret of the Ooze | (That's Your) Consciousness                                  |                |
| 1993 | 相続王座決定戦 Splitting Heirs                                                              | Somebody Stole My Baby                                       |                |
| 2006 | ライアンを探せ! The Wild                                                                    | Really Nice Day Really Nice Day Finale                       |                |
| 2008 | BCN aixeca el telo                                                                          | The Song That Goes Like This                                 | テレビシリーズ |
| 2009 | Monty Python: Almost the Truth - The Lawyers Cut                                            | Fuck Christmas The Galaxy Song                               | テレビシリーズ |

### 指揮者
- 1982年：『モンティ・パイソン・ライブ・アット・ザ・ハリウッド・ボウル』Monty Python Live at the Hollywood Bowl
- 1984年：『最強最後の晩餐』A Private Function
- 1988年：『ワンダとダイヤと優しい奴ら』A Fish Called Wanda
- 1994年：『グッドマン・イン・アフリカ』A Good Man in Africa
- 2009年：『モンティ・パイソン ノット・ザ・メシア』ロンドン公演 Not the Messiah (He's a Very Naughty Boy)
- 2014年：『モンティ・パイソン 復活ライブ!』Monty Python Live (Mostly)

### 音楽プロデューサー
- 1994年：『グッドマン・イン・アフリカ』A Good Man in Africa
- 2009年：『モンティ・パイソン ノット・ザ・メシア』ロンドン公演 Not the Messiah (He's a Very Naughty Boy)

### 編曲者
- 1990年 - 2000年：One Foot in the Grave (en) （テレビシリーズ、41話）+ Signature Tune
- 1997年：『キャプテン・スター』Captain Star（テレビシリーズ、4話）

## フィルモグラフィ

### 俳優
- 1983年：『冒険・冒険・大冒険 ホラ吹きキャプテンの大冒険（英語版）』Bullshot - ジンジャー・ジョンソン（英: Ginger Johnson）
- 1992年："One Foot in the Grave" (en)  - エピソード "The Beast in the Cage"、声の出演

### スクリーン・ライター
- 『ノット・ザ・メシア』Not the Messiah (He's a Very Naughty Boy) - エリック・アイドルとの共作、2007年初演

### デュ・プレ本人としての出演
| 年        | 作品名                                                                                       | 備考                                         |
| --------- | -------------------------------------------------------------------------------------------- | -------------------------------------------- |
| 1982      | キース・ハリス・ショー The Keith Harris Show                                                 | モダン・ロマンスとして、1回                  |
| 1982      | Get It Together                                                                              | テレビシリーズ、話名不明                     |
| 1982      | Best Years of Our Lives                                                                      | モダン・ロマンスとして、ミュージック・ビデオ |
| 1982 - 83 | トップ・オブ・ザ・ポップス Top of the Pops                                                   | モダン・ロマンスとして、出演日不明           |
| 1982 - 83 | The Krankies Club                                                                            | テレビシリーズ、3話、モダン・ロマンスとして  |
| 1983      | The Russell Harty Television Show                                                            | モダン・ロマンスとして、出演日不明           |
| 1983      | High Life                                                                                    | モダン・ロマンスとして、ミュージック・ビデオ |
| 1983      | Don't Stop That Crazy Rhythm                                                                 | モダン・ロマンスとして、ミュージック・ビデオ |
| 1983      | Walking in the Rain                                                                          | モダン・ロマンスとして、ミュージック・ビデオ |
| 1983      | Good Friday                                                                                  | モダン・ロマンスとして、ミュージック・ビデオ |
| 1983      | Rod and Emu's Saturday Special                                                               | モダン・ロマンスとして、1話                  |
| 2005      | 第59回トニー賞 The 59th Annual Tony Awards                                                   | テレビ・スペシャル番組                       |
| 2006      | The South Bank Show (en)                                                                     | テレビシリーズ・ドキュメンタリー、1話        |
| 2009      | Monty Python: Almost the Truth - The Lawyers Cut                                             | テレビシリーズ、3話                          |
| 2009      | モンティ・パイソン ノット・ザ・メシア ロンドン公演 Not the Messiah (He's a Very Naughty Boy) | 指揮者として                                 |
| 2014      | モンティ・パイソン 復活ライブ! Monty Python Live (Mostly)                                    | 指揮者として                                 |

## 受賞とノミネート歴
| 年     | 作品                                 | 賞名 | 結果       | 備考                                                              |
| ------ | ------------------------------------ | --- | ---------- | ----------------------------------------------------------------- |
| 2005年 | スパマロット Monty Python's Spamalot | 第48回グラミー賞 最優秀ミュージカル・ショー・アルバム賞 (en) 48th Grammy Awards for Best Musical Show Album                                           | 受賞       | エリック・アイドルとの共同受賞                                    |
| 2005年 | スパマロット Monty Python's Spamalot | 第59回トニー賞 最優秀劇場向けオリジナル・スコア（曲または詞）賞 59th Tony Award for Best Original Score (Music and/or Lyrics) Written for the Theatre | ノミネート | 曲：ジョン・デュ・プレ&エリック・アイドル、詞：エリック・アイドル |
| 2005年 | スパマロット Monty Python's Spamalot | 第59回トニー賞 最優秀ミュージカル賞 59th Tony Award for Best Musical                                                                                  | 受賞       |                                                                   |